# Broughtonia
Broughtonia, viết tắt trong thương mại làm vườn là Bro, là một chi lan phân bố ở Đại Antilles. Chi này được kết hợp từ 2 chi Cattleyopsis Lem. và Laeliopsis Lindl. & Paxton và có 6 loài.
Số lượng nhiễm sắc thể đơn bội của loài B. sanguinea được xác định là n = 20.

## Danh sách các loài
- Broughtonia cubensis
- Broughtonia domingensis
- Broughtonia lindenii
- Broughtonia negrilensis
- Broughtonia ortgiesiana
- Broughtonia sanguinea